# Alsfeld (plaats)

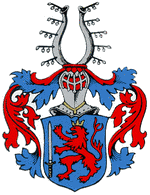
Wapen van Alsfeld

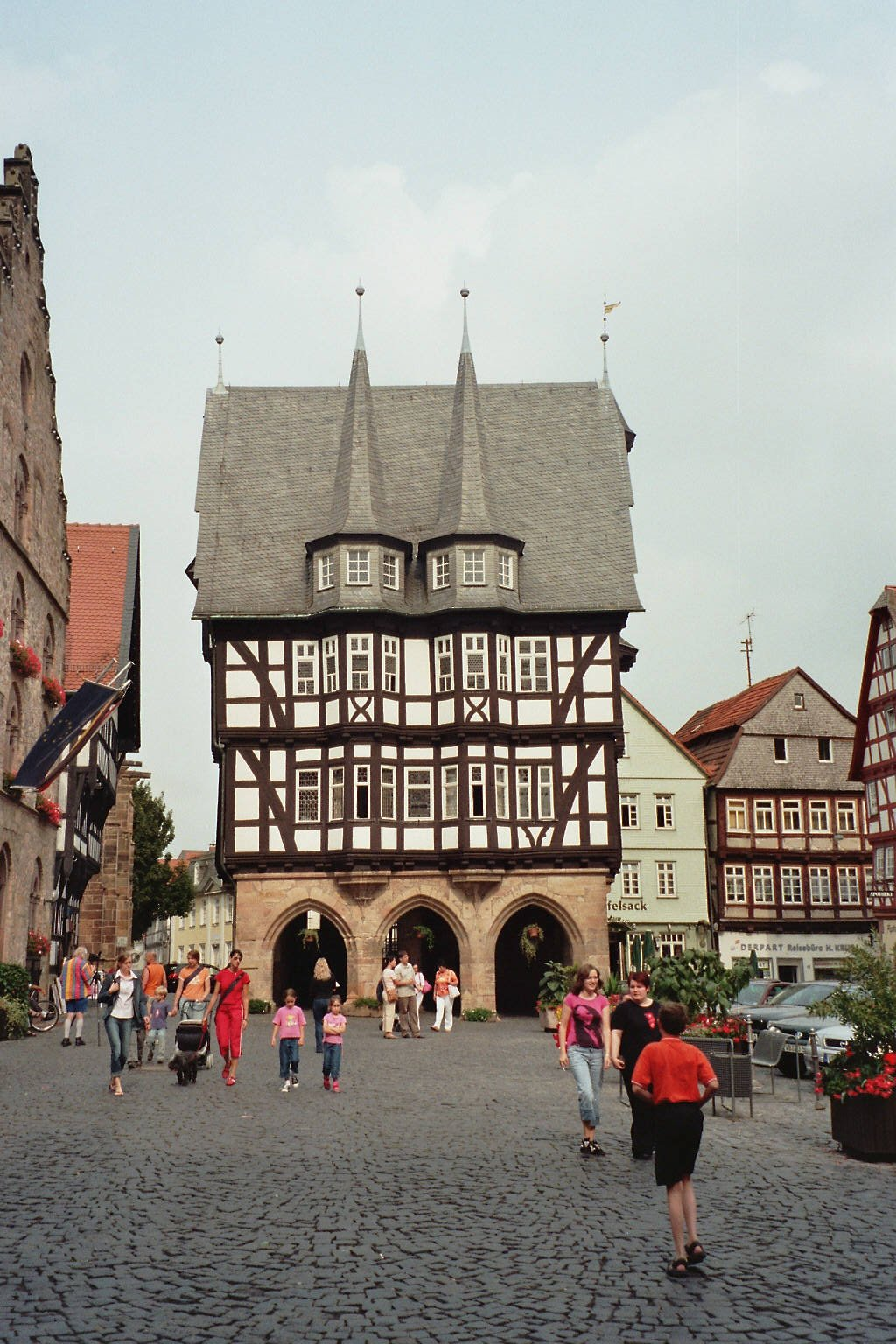
Het raadhuis van Alsfeld

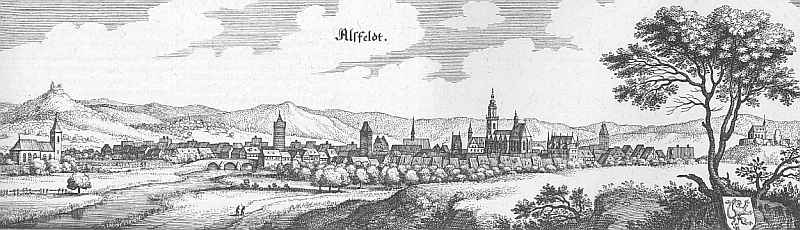
Alsfeld – Pagina uit de Topographia Hassiae van Matthäus Merian 1655

Alsfeld is een plaats in de Duitse deelstaat Hessen, gelegen in de Vogelsbergkreis. De stad telt 15.941 inwoners. Alsfeld heeft een vrij intacte middeleeuwse stadskern.

## Geografie
Alsfeld is een stad en een gemeente met een oppervlakte van 129,69 km² in het centrum van Hessen, tussen Bad Hersfeld (39 km naar het oosten), Fulda (44 km naar het zuidoosten), Gießen (52 km naar het westen) en Marburg (43 km naar het noordwesten).
De stad ligt aan de bovenloop van de Schwalm, in het noorden van de Vogelsbergkreis en aan de zuidrand van het Knüllgebergte.

## Stadsdelen
- Alsfeld
- Altenburg
- Angenrod
- Berfa, vanaf 01 augustus 1972[2]
- Billertshausen
- Eifa
- Elbenrod
- Eudorf
- Fischbach
- Hattendorf, vanaf 01 augustus 1972[2]
- Heidelbach
- Leusel
- Liederbach, vanaf 01 augustus 1972[2]
- Lingelbach, vanaf 01 augustus 1972[2]
- Münch-Leusel
- Reibertenrod
- Schwabenrod

## Naam
Er bestaan legenden over het ontstaan van de naam van de stad. Zo zou in 1200 de landgraaf van Hessen/Thüringen een tocht over de Vogelsberg gemaakt hebben. Op de Homberg (bij Alsfeld) waaide een krachtige wind. Daarop zei hij: "Als fällt mir der Hut vom Kopp." ("Als" is Oberhessisch voor "voortdurend".) Daaruit zou de naam zijn ontstaan.
Waarschijnlijker is de verklaring dat de naam is afgeleid van de voornaam "Adalo" (kort voor namen als Adalolf = Adolf, Adalbero of Adalwin). De plaats is vermeld in 1076 als Adelesfelt, in 1231 als Adelsfeld, in 1259 als Alisvelt en ten slotte in 1285 als Alsveld.

## Geschiedenis
De eerste vermelding van Alsfeld op een oorkonde dateert uit 1069. Uit opgravingen in de Walpurgiskerk is gebleken, dat daar in de 9e of 10e eeuw al een romaanse kerk stond. Men vermoedt dan ook dat de plaats ontstaan is in de tijd van de Karolingen. Tussen 1180 en 1190 bouwden de landgraven van Thüringen hier een burcht aan de oude handelsroute Kurze Hessen. Dat bevorderde de ontwikkeling van Alsfeld, dat in 1222 stadsrechten kreeg.
Vanaf 1247 hoorde Alsfeld bij de landgraafschap Hessen, en in 1254 trad de stad toe tot de Rijnstedenbond. Herman II van Hessen bouwde hier in 1395 een slot, en de stad heeft enige tijd als residentie gefungeerd. Vanaf 1567 hoorde de stad bij Hessen-Marburg en vanaf 1604 bij Hessen-Darmstadt.
Ter nagedachtenis aan de slachtoffers van het nationaalsocialisme die in Alsfeld woonden, legde de Duitse kunstenaar Gunter Demnig op 24 oktober 2009 zestien zgn. Stolpersteine in Alsfeld. Op 7 september 2010 werden er nog dertien gelegd.

### Landkreis Alsfeld
Van 1832 tot 1972 was Alsfeld de zetel van het Landkreis Alsfeld. Bij de herindeling van Hessen werd het met het Landkreis Lauterbach en de stad Schotten (uit het Landkreis Büdingen) samengevoegd tot het Vogelsbergkreis. Doordat Lauterbach de nieuwe Kreisstadt werd, verzuurden de relaties met die stad jarenlang. Zo gaf de lokale overheid tussen 1972 en 1978 niet, zoals oorspronkelijk gepland, het kenteken LAT (Lauterbach) uit, maar bleef ze nummerborden met de afkorting ALS uitgeven. Dat veranderde pas toen in 1978 de nieuwe combinatie VB voor het Vogelsbergkreis werd vastgelegd.

### Jongste geschiedenis
Bij de gemeentelijke herindeling van 1 augustus 1972 gingen de gemeenten Berfa, Hattendorf, Liederbach en Lingelbach in Alsdorf op.
In 1975 riep de Raad van Europa Alsfeld uit tot Europese modelstad. Dat was de aanzet voor de restauratie van vele van de 400 vakwerkhuizen uit zeven eeuwen stadsgeschiedenis, alsook het vakwerkraadhuis, de schandpaal en een van de oudste huizen van Duitsland. Bij de behandeling van de vakwerkhuizen is op veel vakwerkbalken een verkeerde verf toegepast, waardoor ze beschadigd zijn en nu nogmaals gerestaureerd moeten worden.

## Stedenbanden
- New Mills (Derbyshire/Verenigd Koninkrijk, sinds 1962)
- Nakskov (Denemarken, sinds 1963)
- Chaville (Frankrijk, sinds 1974)
- Amstetten (Oostenrijk, sinds 1979)
- Spišská Nová Ves (Slowakije, sinds 1992)

## Bezienswaardigheden

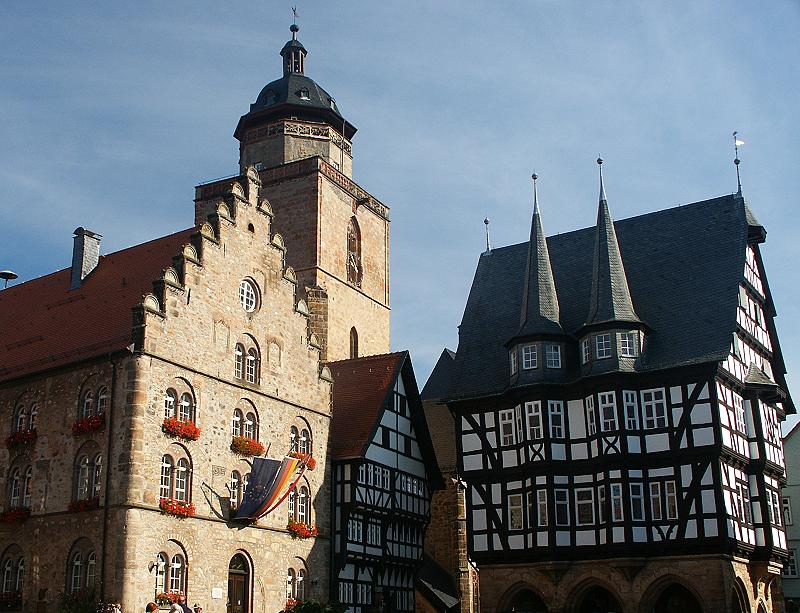
Raadhuis, wijnhuis, oudste vakwerkhuis en Walpurgiskerk

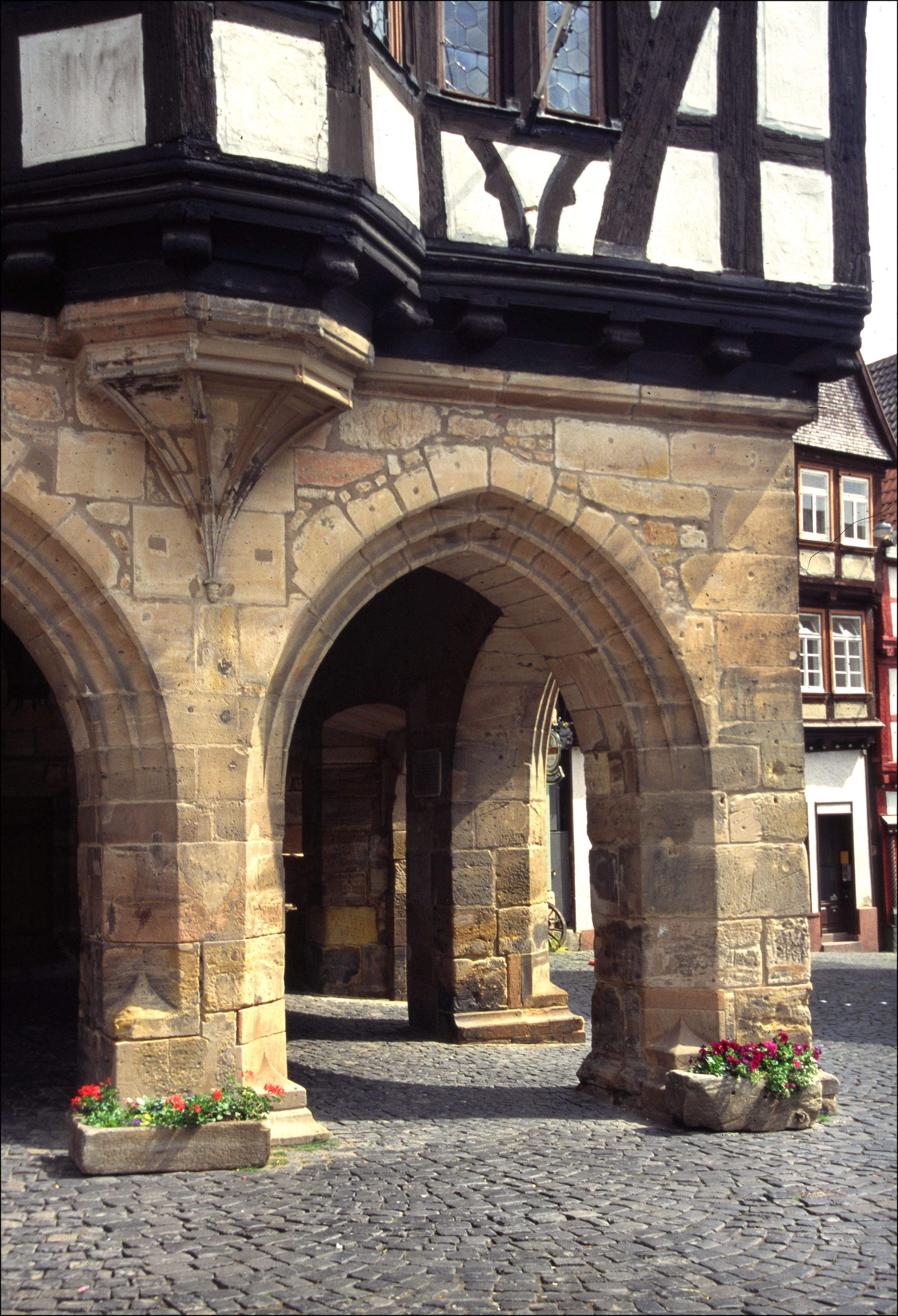
Raadhuis: stenen basis met vakwerk-opbouw

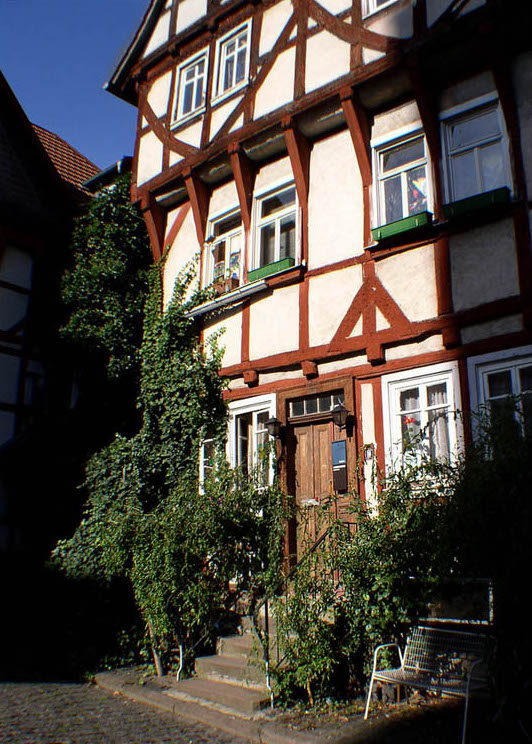
Vakwerkhuisromantiek in Alsfeld

De stad staat bekend om haar oude stadscentrum met aaneengesloten historische bebouwing.
Het centrum heeft typische kenmerken van een middeleeuwse stad: het middelpunt werd gevormd door het marktplein, waaromheen de stadsmuur een wijde cirkel beschreef. Vanaf de stadspoorten leidden vrijwel rechte wegen naar de markt. De muren zijn afgebroken, maar het stratenpatroon is nog steeds te herkennen.
Aan de markt in het oude stadscentrum staat het raadhuis, dat van 1512 tot 1516 in vakwerk gebouwd is. De stenen basis, die van 1512 tot 1514 gebouwd is, diende vroeger als markthal.

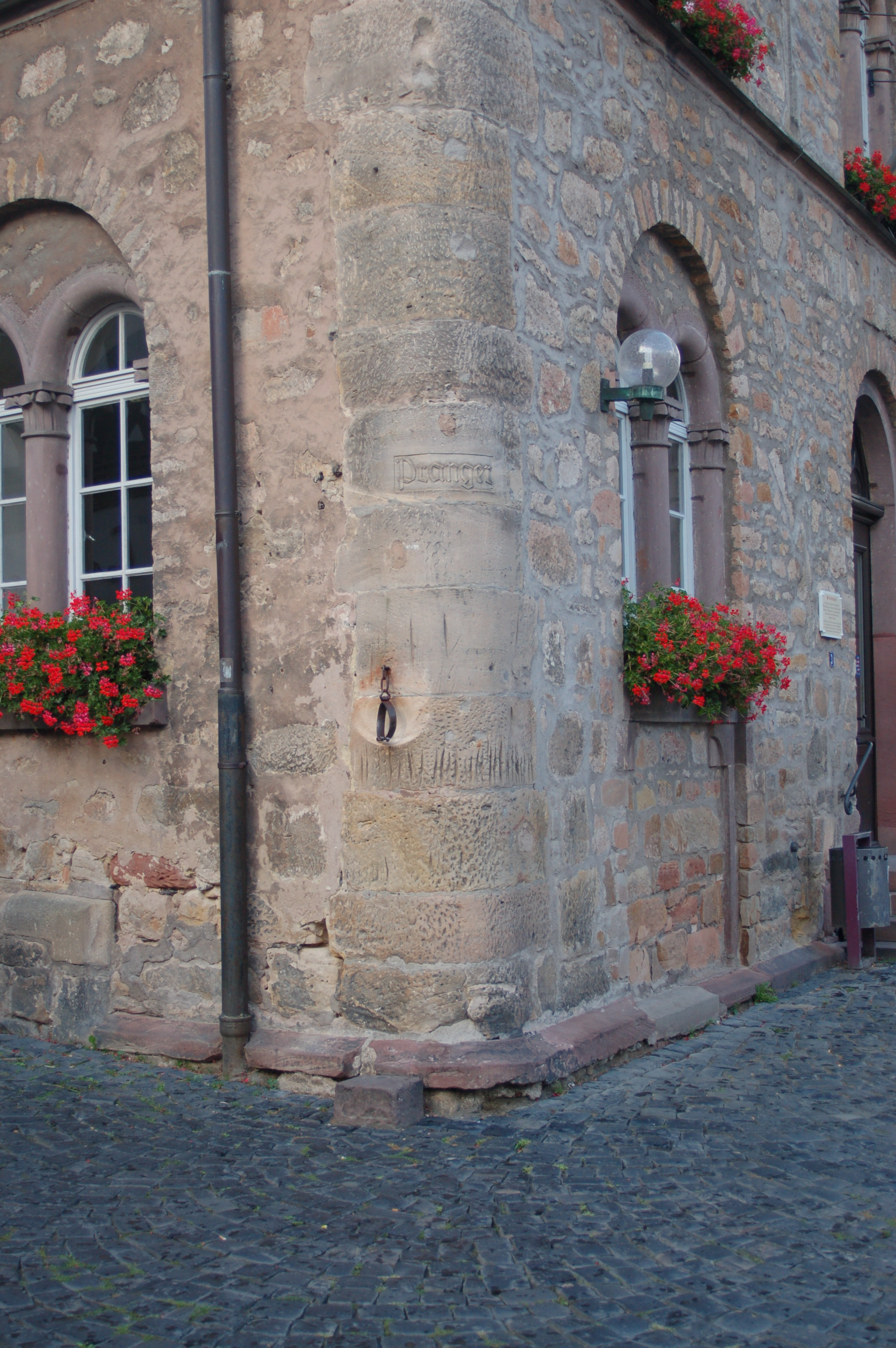
schandpaal bij het wijnhuis

Naast het raadhuis staat het wijnhuis, met op de hoek daarvan de schandpaal. Die heeft een afsluitbare ijzeren ring die wetsovertreders om de nek gesloten werd, zodat zij waren overgeleverd aan de hoon en spot van de andere inwoners. De trede van de schandpaal vertoont duidelijk slijtage.
Het wijnhuis met trapgevel werd in 1538 door Hans von Frankfurt gebouwd als stedelijke wijnopslagplaats en dranklokaal. De oude gordijnboogvensters zijn in 1840 veranderd. Tegenwoordig zetelt in het wijnhuis de overheid van de stad Alsfeld, en is het een beschermd monument.
Tegen het wijnhuis aan staat het oudste vakwerkhuis van de stad. De oudste delen van het huis dateren van 1350. Het is uit- en omgebouwd na gedeeltelijke verwoesting in 1403 en 1464. Onder het huis bevinden zich twee kelders met tongewelven, die uit de tijd van de stichting van de stad stammen.

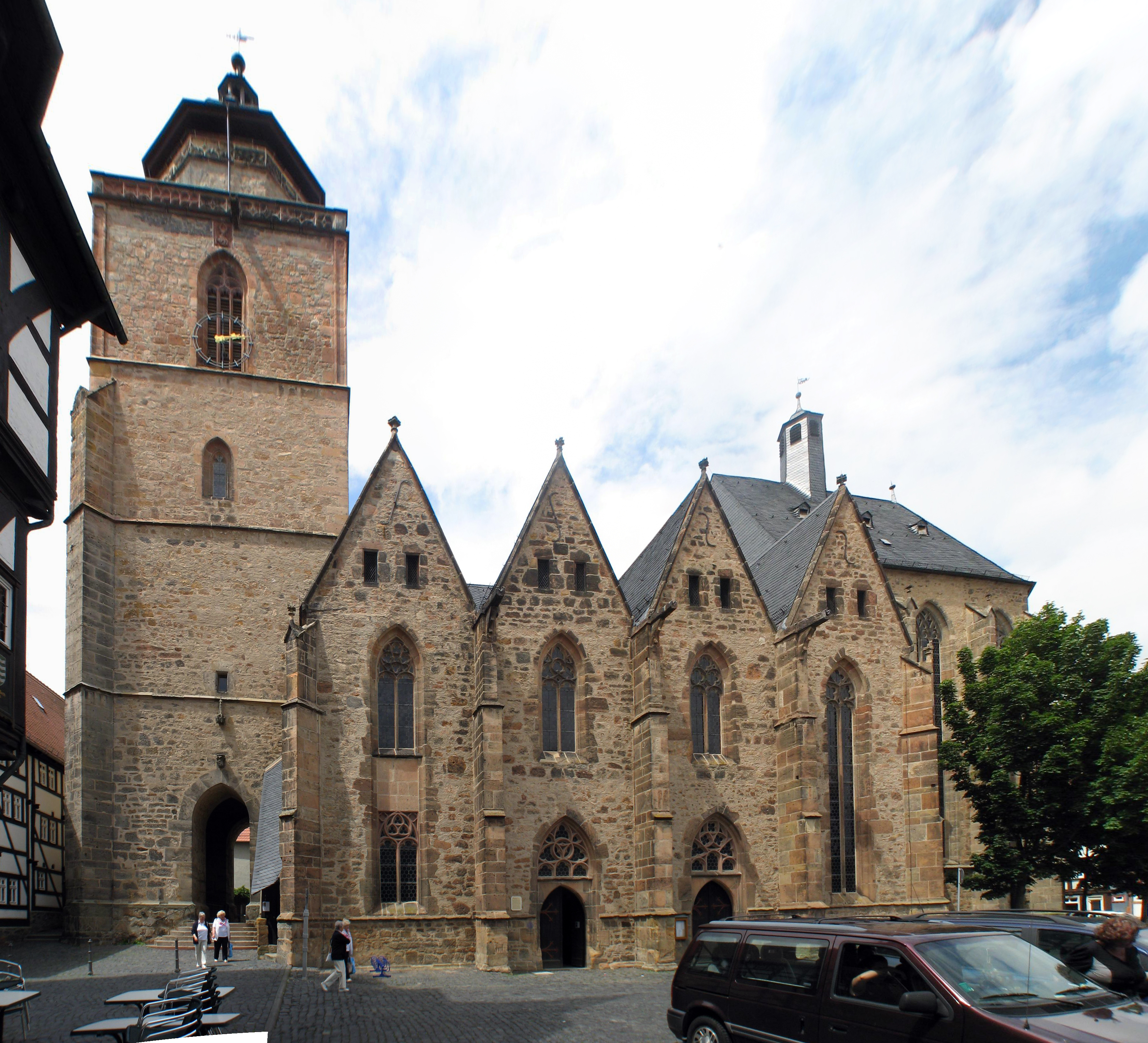
Walpurgiskerk in Alsfeld

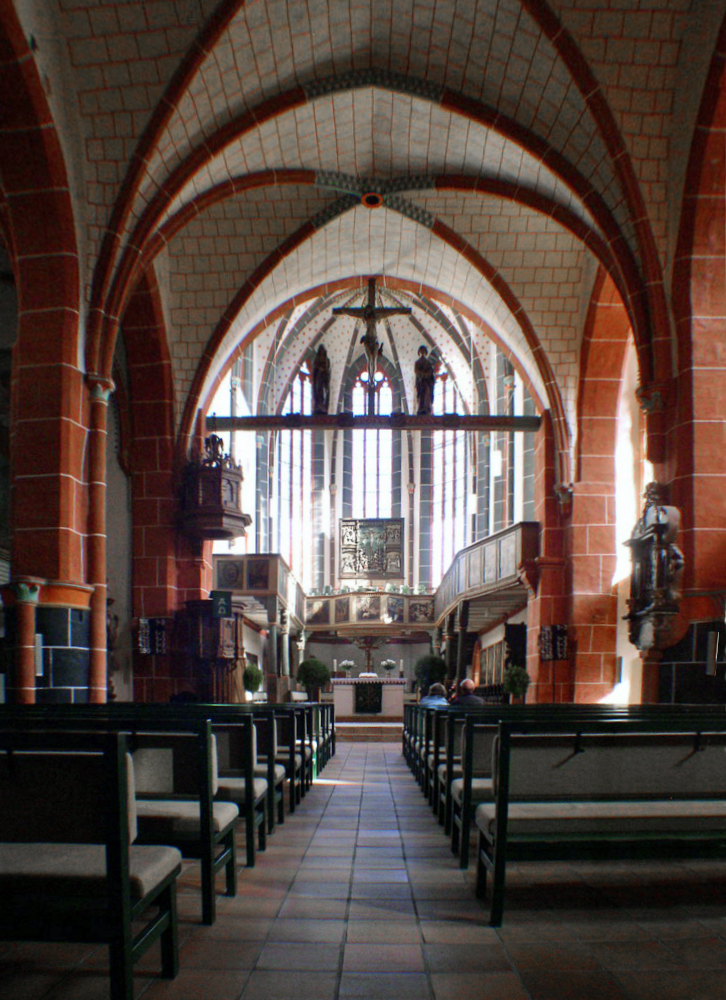
Interieur Walpurgiskerk 1

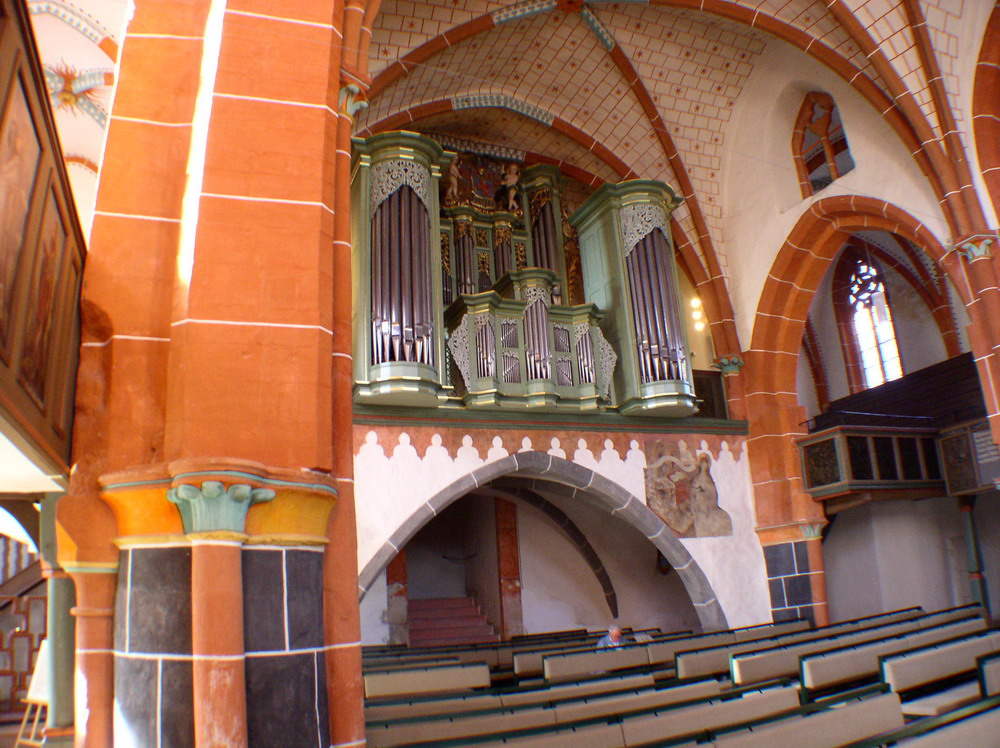
Interieur Walpurgiskerk 2

Achter deze drie gebouwen staat de Walpurgiskerk uit de tweede helft van de 13e eeuw. Het koor is van 1393. De toren, die in 1394 instortte, werd herbouwd, maar is pas in 1543 voltooid, en is in 1836 één verdieping lager gemaakt. Het gotische schip werd vanaf 1472 omgebouwd tot een hallenkerk. Charles Crodel maakte in 1963 glas-in-loodramen voor de kerk. Sinds 3 december 2006 heeft de kerk een carillon, dat iedere middag speelt.
Vlak bij de Walpurgiskerk staat het laatgotische knekelhuis, dat in 1368 voor het eerst wordt vermeld, en in 1510 werd uitgebreid. Het diende voor de opslag van beenderen die van het kerkhof kwamen.
Aan de zuidkant van het centrum staat de Drievuldigheidskerk, die in de 14e eeuw als kloosterkerk van de Augustijnen gebouwd is. Zoals bij de gebouwen van bedelorden gebruikelijk was, heeft de kerk geen toren.
Bij de ruïnes van de kloostergebouwen is een stuk van de oude stadsmuur met de Leonhardtoren behouden gebleven. Die werd in 1363 gebouwd als toren voor de stadspoort.
De prachtige synagoge werd bij een Pogrom op 9 november 1938 verwoest. De thora uit de synagoge is gered door leden van het tot op de dag van vandaag bestaande Museums- und Geschichtsverein, en is in het regionaal museum te zien. Op de hoek van de Martin-Luther-Straße en Hinter der Mauer hangt een plaquette die aan de synagoge herinnert.